# ساشا فيدوفيتش
ساشا فيدوفيتش مواليد 14 يونيو 1982 في بانيا لوكا، جمهورية يوغوسلافيا الاشتراكية الاتحادية، هو لاعب كرة قدم بوسني. يلعب كلاعب وسط.

## المسيرة الاحترافية

### أندية لعب لها
- راد بيوغراد
- تيموك زاييتشار

## روابط خارجية
- ساشا فيدوفيتش على موقع قاعدة بيانات كرة القدم.إي يو (الإنجليزية)
- ساشا فيدوفيتش على موقع Soccerway.com (الإنجليزية)
- ساشا فيدوفيتش على موقع عالم كرة القدم.نت (الإنجليزية)